# Enoximon
Az enoximon szívelégtelenség elleni gyógyszer. Úgy növeli a szívizom összehúzódásának erejét, hogy nem okoz többlet oxigénfogyasztást. Értágító hatása is van.

## Hatásmód
Az enoximon szelektív foszfodiészteráz 3(en)-gátló. A PDE3-gátlók a cGMP lebontását gátolják, ezáltal több nitrogén-monoxid (NO) szabadulhat fel, ami értágító hatású. A foszfodiészteráz enzim gátlása megnöveli a szívizomsejtekben a Ca2+-ionok koncentrációját, amitől az izomrostok erősebb összehúzódásra lesznek képesek.
A foszfodiészteráz-gátlók sejtszintű támadáspontja különbözik a béta-blokkolókétól, ezért a kétféle gyógyszer egyidejűleg is adható, egymás hatását nem gátolják.
Koszorúérbetegségben az enoximon óvatosan alkalmazandó, mert ebben a betegcsoportban növelheti a középtávú mortalitást.

## Ellenjavallatok
- terhesség
- szoptatás

## Mellékhatások
- fejfájás
- hasmenés
- alvászavar
- alacsony vérnyomás
- hányinger, hányás
- szapora szívverés (tachycardia)
- szívritmuszavar (arrhythmia)

## Készítmények
Külföldön:
- Fenoximone
- Perfan
- Perfane

Magyarországon nincs forgalomban.